# Pepillo Salcedo
Pepillo Salcedo é um município da República Dominicana pertencente à província de Monte Cristi. Está localizado perto da fronteira com o Haiti, na foz do rio Dajabón.
Sua população estimada em 2012 era de 11 588 habitantes.